# Miquel Ferrer i Garcés
Miquel Ferrer y Garcés (Aitona, Segriá, 1817-Barcelona, 1892) fue un abogado y político español, hermano del prestigioso médico Ramon Ferrer y Garcés. Diputado a Cortes y gobernador civil de Barcelona durante el Sexenio Democrático.
Miembro del Partido Republicano Democrático Federal de Francisco Pi y Margall, participó en la Revolución de 1868 y en las elecciones generales de 1869 en las que fue elegido diputado a Cortes por la circunscripción de Lérida. Cuando se proclamó la Primera República Española fue nombrado gobernador civil de Barcelona, cargo desde el cual apoyó las actuaciones encaminadas a la no consumada proclamación del Estado catalán de Baldomero Lostau del 5 al 7 de marzo de 1873. Poco después fue nombrado director general de Instrucción Pública y de los Registros de la Propiedad y del Notariado. Cuando triunfó la Restauración borbónica en 1875 se retiró a la vida privada.